# Manuel Enciso
Manuel Enciso Villalobos (* 12 de enero de 1925 en Acatlán de Juárez, Jalisco, México - † 31 de enero de 2013 en Guadalajara, Jalisco), más conocido como Panochero, fue un futbolista mexicano que jugó para el Club Deportivo Guadalajara, Club Deportivo Oro y Club Deportivo Zamora.
Casado con Carmen Lucrecia Carranza Sedano procreó 6 hijos, de los cuales ninguno siguió una carrera deportiva. Originario de Acatlán de Juárez, Jalisco, en sus primeros años se dedicó a ayudar a la familia ya que tuvo 18 hermanos, y posteriormente empezó a entrenar en el Club Deportivo Guadalajara, equipo donde debuta en 1945 y logra anotar 15 goles en la Liga Mayor durante su estancia en la institución.
Para 1954 pasa a las filas del Club Deportivo Oro y posteriormente siguió jugando con el Club Deportivo Zamora donde finalizó su carrera como jugador en 1959.
Después de su retiro llega al Club Deportivo Nacional como entrenador. Entrena al primer equipo en la temporada 1959-1960 de la Segunda División, en 1961 entrena al equipo de Tepatitlán en la Liga de Primera Especial y después se dedica a entrenar equipos de las fuerzas básicas del Club Guadalajara.

## Clubes
| Club        | País   | Año         |
| ----------- | ------ | ----------- |
| Guadalajara | México | 1945 - 1954 |
| Oro         | México | 1954 - 1955 |
| Zamora      | México | 1955 - 1959 |